# Дейл (переписна місцевість, Вісконсин)
Дейл (англ. Dale) — переписна місцевість (CDP) в США, в окрузі Автаґемі штату Вісконсин. Населення — 570 осіб (2020).

## Географія
Дейл розташований за координатами 44°16′32″ пн. ш. 88°40′23″ зх. д. / 44.27556° пн. ш. 88.67306° зх. д. (44.275663, -88.673004).  За даними Бюро перепису населення США в 2010 році переписна місцевість мала площу 3,86 км², уся площа — суходіл.

## Демографія
Згідно з переписом 2010 року, у переписній місцевості мешкало 528 осіб у 202 домогосподарствах у складі 158 родин. Густота населення становила 137 осіб/км².  Було 216 помешкань (56/км²).
Расовий склад населення:
| - 98,9 % — білих - 0,2 % — корінних американців |

До двох чи більше рас належало 0,0 %. Частка іспаномовних становила 1,1 % від усіх жителів.
За віковим діапазоном населення розподілялося таким чином: 27,1 % — особи молодші 18 років, 64,0 % — особи у віці 18—64 років, 8,9 % — особи у віці 65 років та старші. Медіана віку мешканця становила 39,7 року. На 100 осіб жіночої статі у переписній місцевості припадало 97,0 чоловіків;  на 100 жінок у віці від 18 років та старших — 103,7 чоловіків також старших 18 років.
Середній дохід на одне домашнє господарство  становив 63 413 долари США (медіана — 53 438), а середній дохід на одну сім'ю — 76 415 доларів (медіана — 71 111). 
Цивільне працевлаштоване населення становило 268 осіб. Основні галузі зайнятості: виробництво — 17,5 %, освіта, охорона здоров'я та соціальна допомога — 16,0 %, будівництво — 14,9 %.